# 蓋洛普冰川
85°9′S 177°50′W / 85.150°S 177.833°W
蓋洛普冰川是南極洲的冰川，位於杜費克海岸，全長約22公里，流經羅森沃爾德山和布萊克山，最終在馬塔多山以北注入沙克爾頓冰川，現時由南極條約體系管理。